# Аскеназ
Аскеназ (Ашкеназ) — згідно з Біблією, син Ґомера, сина Яфета, сина Ноя. В Іер.51:27 означає тільки деякі царства біля Каспійського моря.

## Ім'я
У єврейській традиції «Ашкеназ» є назвою Німеччини.
Вважається родоначальником багатьох індоєвропейських народів, зокрема німецьких, скандинавських (ім'я Аскеназ співзвучно з Асканією (Асканія Нова) у Фригії й навіть зі Скандією, тобто Скандинавією).

## Ідентифікації
Айзек Азимов у своїй книзі «На початку» робить припущення, що можливо Аскеназ також має відношення до скіфів, на тій підставі, що це ім'я співзвучне слову «Ашгуза».
Йосип Флавій називає нащадків Аскеназа - астаназійці, при цьому відзначає, що сучасні йому греки назвивали їх ригійцями.